# آورسیو
آورسیو (به فرانسوی: Avressieux) یک کمون در فرانسه است که در canton of Saint-Genix-sur-Guiers واقع شده‌است. آورسیو ۸٫۰۷ کیلومتر مربع مساحت دارد.